# جيمس ر. ألين
جيمس ر. ألين (بالإنجليزية: James R. Allen)‏ هو ضابط أمريكي، ولد في 17 نوفمبر 1925 في لويفيل في الولايات المتحدة، وتوفي في 11 أغسطس 1992 في الإسكندرية في الولايات المتحدة.